# 埃里克·林德格伦

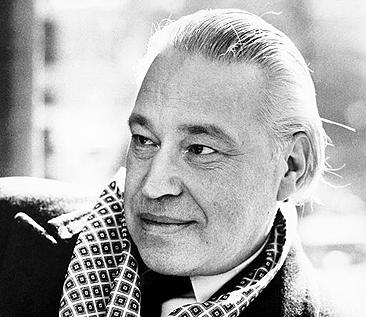
埃里克·林德格伦

约翰·埃里克·林德格伦（1910年8月5日-1968年5月31日），是瑞典著名的诗人、评论家、歌剧编剧、翻译家。他也是1961-1968年间，瑞典学院排名第17位的院士。

## 生平
1910年8月5日，埃里克·林德格伦出生于吕勒奥。他的父亲是一名铁路工程师，他的祖父是作曲家约翰·林德格伦（Johan Lindegren，1842-1908）。
他和贡纳尔·埃克勒夫（1907-1968）两人，被认为是20世纪瑞典文坛最为杰出的两位现代主义诗人。他们共同影响了瑞典文坛，尤其是40年代之后。作为翻译家，他大量地把T.S.艾略特、赖纳·马里亚·里尔克、格雷厄姆·格林、圣琼·佩斯、狄兰·托马斯、威廉·福克纳、保罗·克洛岱尔、威廉·莎士比亚，以及另外的许多作家的作品翻译成瑞典语。
他从小就很喜欢音乐、歌剧和视觉艺术，这大概是受他父亲故意施加的影响的缘故（埃里克·林德格伦的祖父是作曲家）。埃里克·林德格伦不光是诗人和翻译家，他还是一名歌剧编剧，经常对歌剧发表评论文章（也就成了评论家）。1959年，他与其他人经过竞争后，获得了为作曲家和指挥家卡尔-毕尔格·布罗姆达尔（1916-1968）编写歌剧《阿尼雅拉号》（Aniara）的剧本的机会——这个剧本改编自哈里·马丁松的同名长诗。1948至1950年间，他是杂志《Prisma》的总编辑，他希望能用这本杂志来“改变现时艺术的格局”，这本杂志成了瑞典史上最成功的杂志之一。
他善于使用泼辣、大胆、富于联想的意象和他最著名的诗集是《没有出路的人》（mannen utan väg，1942年，埃里克·林德格伦是故意不把首字母大写的）、《组曲》、《冬祭》（Vinteroffer，1954年）。他的诗歌的中文译者主要是北岛。

## 作品
- Posthum ungdom ，1935 （诗集）
- 《没有出路的人》（mannen utan väg） ，1942 （诗集）
- Sviter 1947 (lyrik)
- 《诗》（Dikter） 1942-1947 1953
- 《冬祭》（Vinteroffer） 1954 （诗集）
- 《诗》（Dikter） 1960
- Dag Hammarskjöld 1962
- Herr von Hancken 1965
- Tangenter 1974 （散文，遗作）
- Operakritik 1994（遗作）
- Samlade dikter 2010（遗作）

## 获奖情况
- Svenska Dagbladets 文学奖，1947
- Litteraturfrämjandets大奖， 1954
- Bellmanpriset奖， 1958
- De Nios大奖， 1961